# Султанаево (Кушнаренковский район)
Султана́ево (баш. Солтанай) — село в Кушнаренковском районе Республики Башкортостан Российской Федерации. Входит в состав Старогумеровского сельсовета.

## География
Находится на правом берегу реки Кармасан, в месте впадения реки Шемяк.
Расстояние до:
- районного центра (Кушнаренково): 38 км,
- центра сельсовета (Старогумерово): 9 км,
- ближайшей ж/д станции (Уфа): 52 км.

## История
В «Списке населённых мест по сведениям 1870 года», изданном в 1877 году, населённый пункт упомянут как деревня Султанаева 2-го стана Уфимского уезда Уфимской губернии. Располагалась при речках Кармасане и Туказе, по левую сторону Сибирского почтового тракта из Уфы, в 35 верстах от уездного и губернского города Уфы и в 12 верстах от становой квартиры в деревне Воецкая (Акбашева). В деревне, в 88 дворах жили 464 человека (220 мужчин и 244 женщины, татары), были мечеть, 2 училища, 2 водяные мельницы.

## Население
| 2002 | 2009 | 2010 |
| ---- | ---- | ---- |
| 510  | ↗514 | ↘463 |

Национальный состав
Согласно переписи 2002 года, преобладающие национальности — татары (99 %), башкиры (1 %).

## Религия
В селе есть мечеть.